# Lenarčič
Lenarčič je priimek več znanih Slovencev:

## Znani nosilci priimka
- Andrej (Andrija) Lenarčič (1859–1936), agronom, ravnatelj
- Andrej Lenarčič (* 1939), politik, poslanec in restavrator
- Blaž Lenarčič (*1976), sociolog
- Brigita Lenarčič (*1958), biokemičarka, univ. prof.
- Jadran Lenarčič (*1955), elektrotehnik, direktor IJS
- Janez Lenarčič (*1967), pravnik, diplomat in evropski politik
- Josip Lenarčič (1856–1939), veleposestnik, politik in industrialec
- Jure Lenarčič (*1990), kanuist
- Katarina Lenarčič (*1974), pevka sopranistka
- Leonid Lenarčič (1932–2011), urbanist
- Lovro Lenarčič (? – 2011)
- Marjan Lenarčič (1922–2004), športni in politični delavec
- Matevž Lenarčič (*1959), fotograf, alpinist in športni pilot (letalec)
- Simon Lenarčič, leksikograf
- Tine Lenarčič (1924–2018), knjižničar, kulturnik, ohranjevalec dediščine v Trbovljah
- Vinko Lenarčič (1904–1966), arhitekt, oblikovalec nagrobnikov
- Zala Lenarčič, teoretična fizičarka